# Take Off
TAKE OFF es el tercer álbum de estudio de la banda masculina surcoreana iKON . Fue lanzado el 4 de mayo de 2023 bajo 143 Entertainment,  siendo el primer lanzamiento luego de la expiración de su contrato exclusivo con YG Entertainment en diciembre del año 2022.
El álbum consta de diez canciones, entre las cuales "U" desigada como canción principal, mientras que "Tantara" fue prelanzado el 25 de abril de 2023 y fue denominada como canción sub-tittle.
Nueve de las diez canciones fueron escritas, coescritas y co-compuestas por los miembros BOBBY, DK y JU-NE. Las últimas tres pistas del álbum son canciones en solitario de SONG, DK y JU-NE respectivamente. 

## Lanzamiento y promoción
Después de confirmar que iKON firmó con 143 Entertainment el 1 de enero de 2023, el grupo anunció su intención de lanzar un nuevo álbum en abril.  Luego, a principios de marzo, iKON anunció su gira mundial '[TAKE OFF] World Tour' por Asia, Europa y América del Norte.  El 4 de abril, el nuevo sello de iKON adelantó su próximo álbum y el 17 de abril, se anunció que la agrupación oficialmente lanzaría su tercer álbum de estudio, llamado TAKE OFF, se lanzaría el 4 de mayo de 2023.
El 25 de abril de 2023, se lanzó el primer sencillo prelanzamiento del álbum, 'Tantara', y su video de presentación de baile. La presentación fue coreografiada por Aiki y el equipo de baile Hook, quienes también aparecieron en el vídeo.  El 3 de mayo, iKON apareció en el programa de variedades Weekly Idol por primera vez en cinco años e interpretó 'Tantara', así como algunas de sus canciones anteriores.  Ese mismo día, subieron el adelanto del video musical de su sencillo principal 'U'. 
TAKE OFF se lanzó en plataformas de música digital y streaming el 4 de mayo de 2023, acompañado de un video musical brillante y optimista para 'U'.  iKON apareció en el programa MCountdown de MNET el mismo día del lanzamiento del álbum. 
Los CDs del álbum estuvieron disponibles para pre-pedido en dos versiones: U y Tantara, y fueron lanzados oficialmente el 13 de mayo.
iKON inició su gira mundial '[TAKE OFF] World Tour' con un concierto de dos días en Seúl del 5 al 6 de mayo. 

## Lista de canciones
Lista de canciones y créditos según el 'TRACKLIST POSTER' publicado por 143 Entertainment.
| N.º   | Título                                           | Letras                 | Música                              | Arreglos                                                | Duración |  |
| 1.    | «U»                                              | BOBBY                  | BOBBY y THE PROOF                   | THE PROOF                                               | 3:20     |  |
| 2.    | «Tantara»                                        | DK, BOBBY y MinorMilo  | DK y MinorMilo                      | DK y MinorMilo                                          | 2:48     |  |
| 3.    | «RUM PUM PUM»                                    | BOBBY                  | BOBBY, DK, THE PROOF y MILLENNIUM   | THE PROOF y MILLENNIUM                                  | 2:54     |  |
| 4.    | «Like a Movie»                                   | BOBBY y JU-NE          | JU-NE y Kang Uk-jin                 | Kang Uk-jin                                             | 3:26     |  |
| 5.    | «Driving Slowly»                                 | BOBBY                  | BOBBY y THE PROOF                   | THE PROOF                                               | 3:03     |  |
| 6.    | «Never Forget You»                               | BOBBYDK                | DK, Diggy y Kang Uk-jin             | Diggy y Kang Uk-jin                                     | 4:04     |  |
| 7.    | «All The Way Here»                               | BOBBYDK                | Diggy y Kang Uk-jin                 | Diggy y Kang Uk-jin                                     | 3:58     |  |
| 8.    | «FIGHTING» (Canción en solitario de SONG.)       | LP, Sonny, LIL G y Hae | LP, Sonny y LIL G                   | LP                                                      | 3:31     |  |
| 9.    | «Kiss Me» (Canción en solitario de DK.)          | DK                     | DK, Diggy, Kang Uk-jin y glowingdog | Diggy, Kang Uk-jin, glowingdog, WHERE THE NOISE y XERRY | 3:13     |  |
| 10.   | «Want You Back» (Canción en solitario de JU-NE.) | JU-NE                  | JU-NE, CHOICE37 y Hae               | CHOICE37 y Hae                                          | 3:07     |  |
| 33:24 |                                                  |                        |                                     |                                                         |          |  |

- "딴따라" (ttanttara) (Pista 2) | Es un término de la jerga coreana antigua que se utiliza de manera despectiva para burlarse o criticar a celebridades e individuos que se consideran carentes de sofisticación cultural o de mal gusto..[11]
- "영화처럼" (yeonghwacheoreom) (Pista 4) | Es una expresión coreana que significa "como en una película", y se usa a menudo para describir una situación o experiencia que parece sacada directamente de una película.
- "잊어볼게" (ijeobolge) (Pista 6) | Es una frase coreana que significa "intentaré olvidar" o "intentaré dejarlo atrás". A menudo se utiliza cuando uno quiere dejar atrás una experiencia o un recuerdo pasado y sugiere la voluntad de dejarse llevar y seguir adelante.
- "여기까진가봐" (yeogikkajingabwa) (Pista 7) | Es una expresión coreana que se traduce aproximadamente como "Creo que hasta aquí llega" o "Creo que hemos llegado al final del camino".
- "으라차차" (eurachacha) (Pista 8) | Es una expresión coreana que se utiliza a menudo para animar a alguien o animarle a dar lo mejor de sí. Se puede traducir como algo como "¡Ve, ve!" o "¡Pelea, pelea!" y tiene un significado similar a las expresiones inglesas "¡Hurra!" o "¡Vamos!"

## Listas Musicales
| Chart (2023)                                 | Posición más alta |
| -------------------------------------------- | ----------------- |
| Álbumes de Corea de Sur (Circle)             | 4                 |
| Álbumes digitales en Japón (Oricon)          | 15                |
| Álbumes populares en Japón (Billboard Japan) | 49                |

| Chart (2023)                     | Posición más alta |
| -------------------------------- | ----------------- |
| Álbumes de Corea de Sur (Circle) | 11                |

## Historial de versiones
| Región        | Fecha              | Formato(s)                   | Agencia           |
| ------------- | ------------------ | ---------------------------- | ----------------- |
| Varios        | 4 de mayo de 2023  | Descarga digital · Streaming | 143 Entertainment |
| Corea del Sur | 11 de mayo de 2023 | CD                           | 143 Entertainment |